# صومعه گئورگ مقدس، موغنی
صومعه گئورگ مقدس (ارمنی: Սուրբ Գեւորգ Վանք; انگلیسی: Saint Gevork Monastery) یک صومعه حواری ارمنی واقع در روستای موغنی، در استان آراگاتسوتن، ارمنستان می‌باشد. ساخت و ساز این ساختمان سده ۱۴ام میلادی؛ به پایان رسید. این بنا به سبک معماری ارمنی طراحی شده‌است.

## نگارخانه

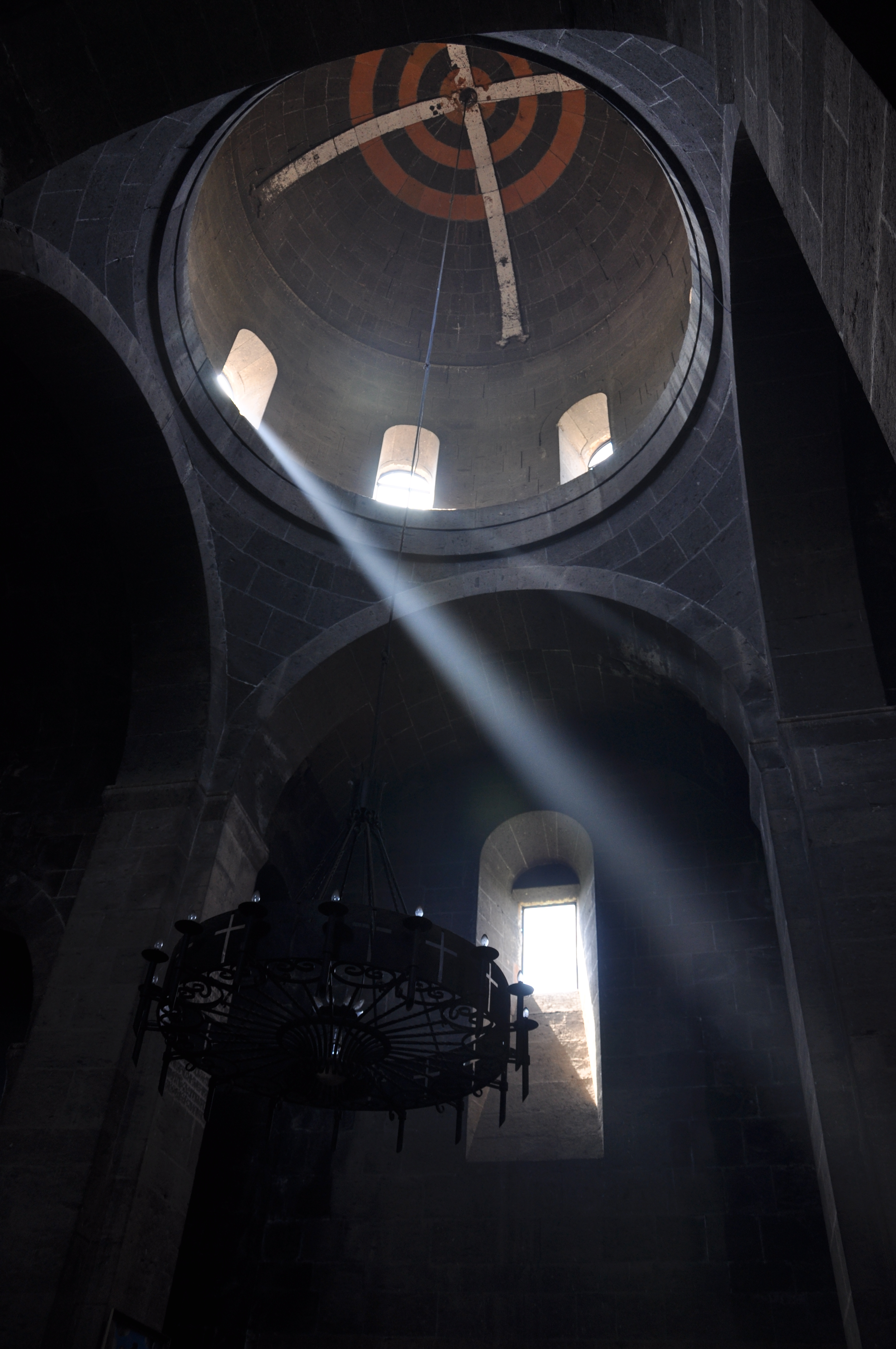
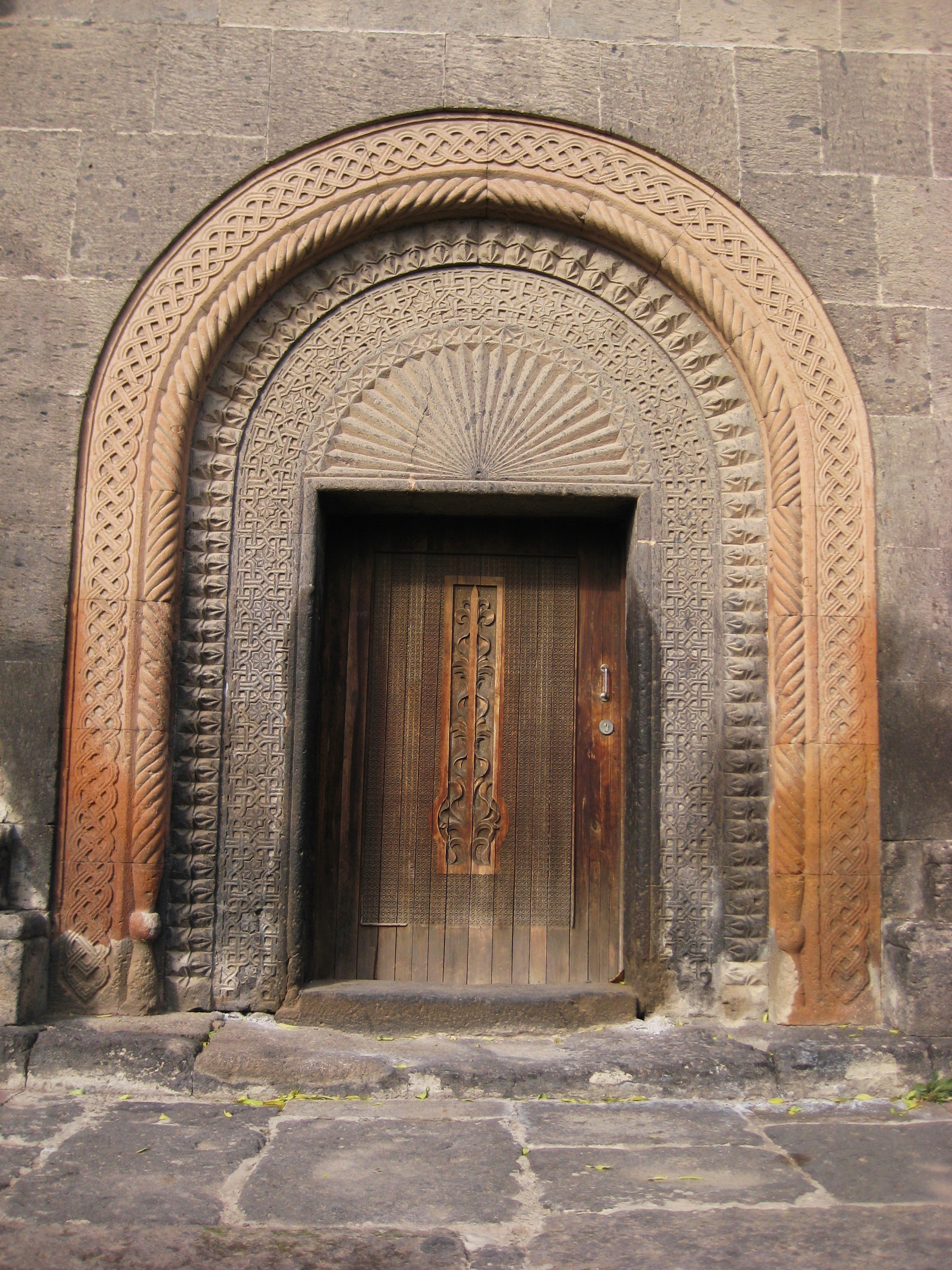
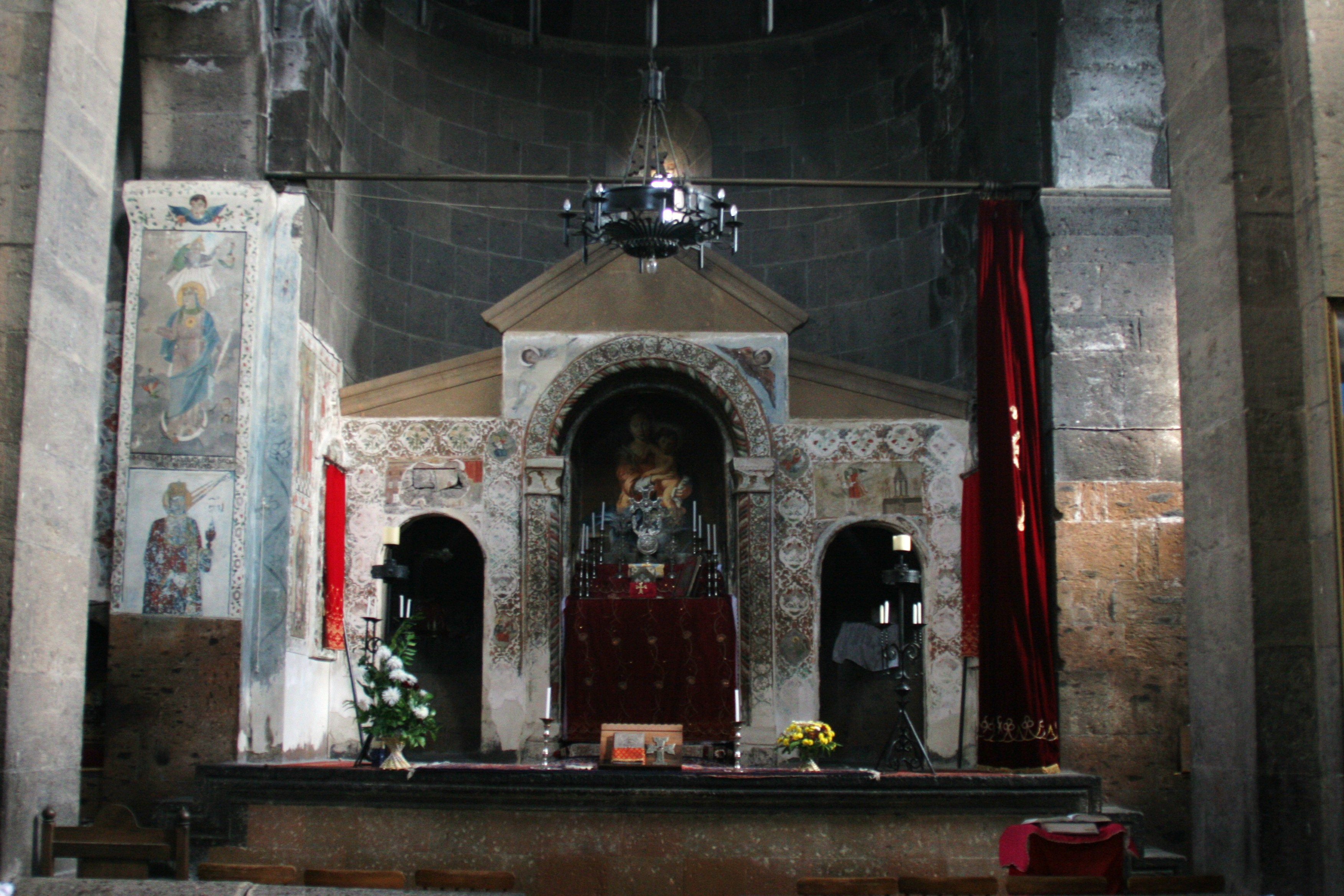
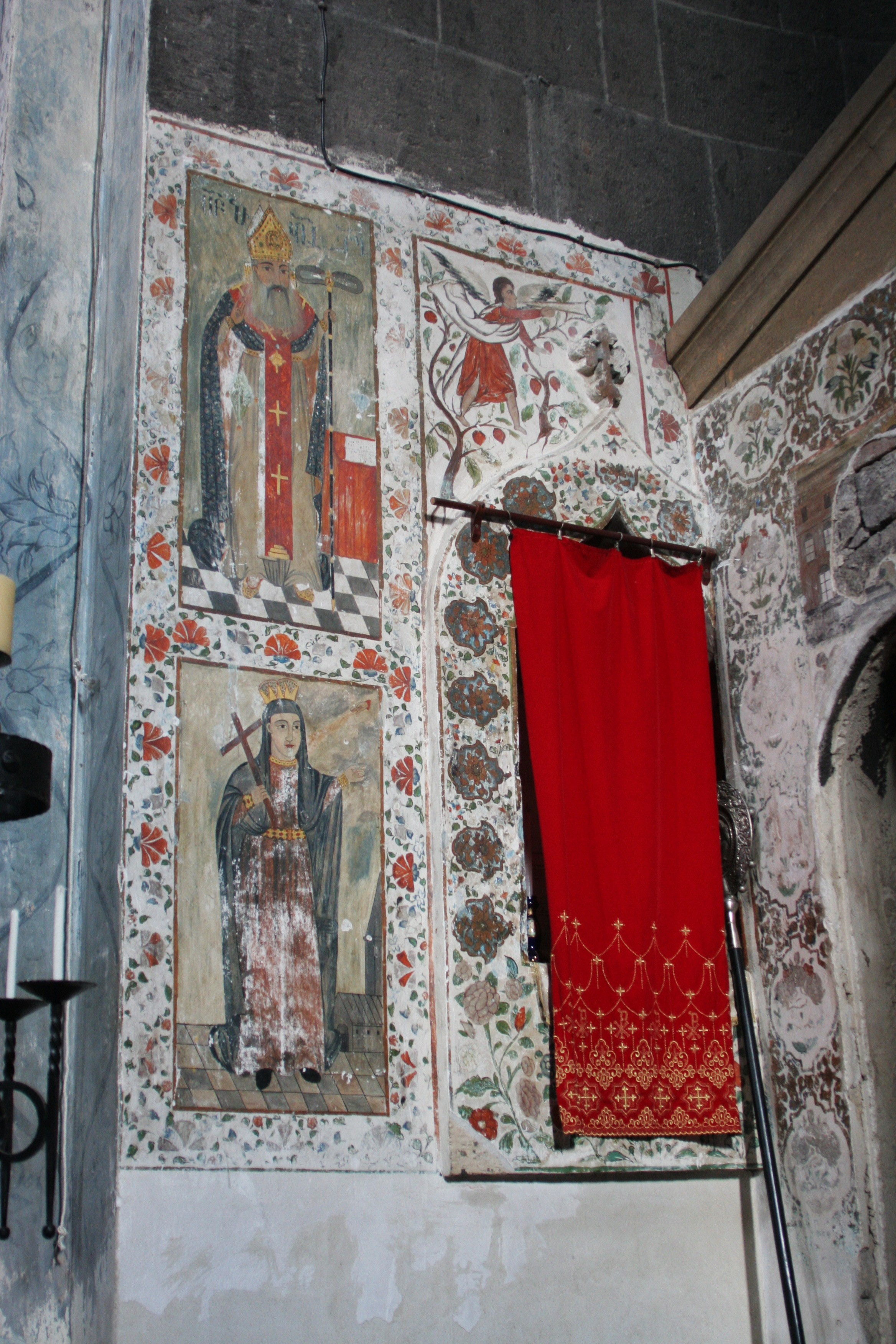
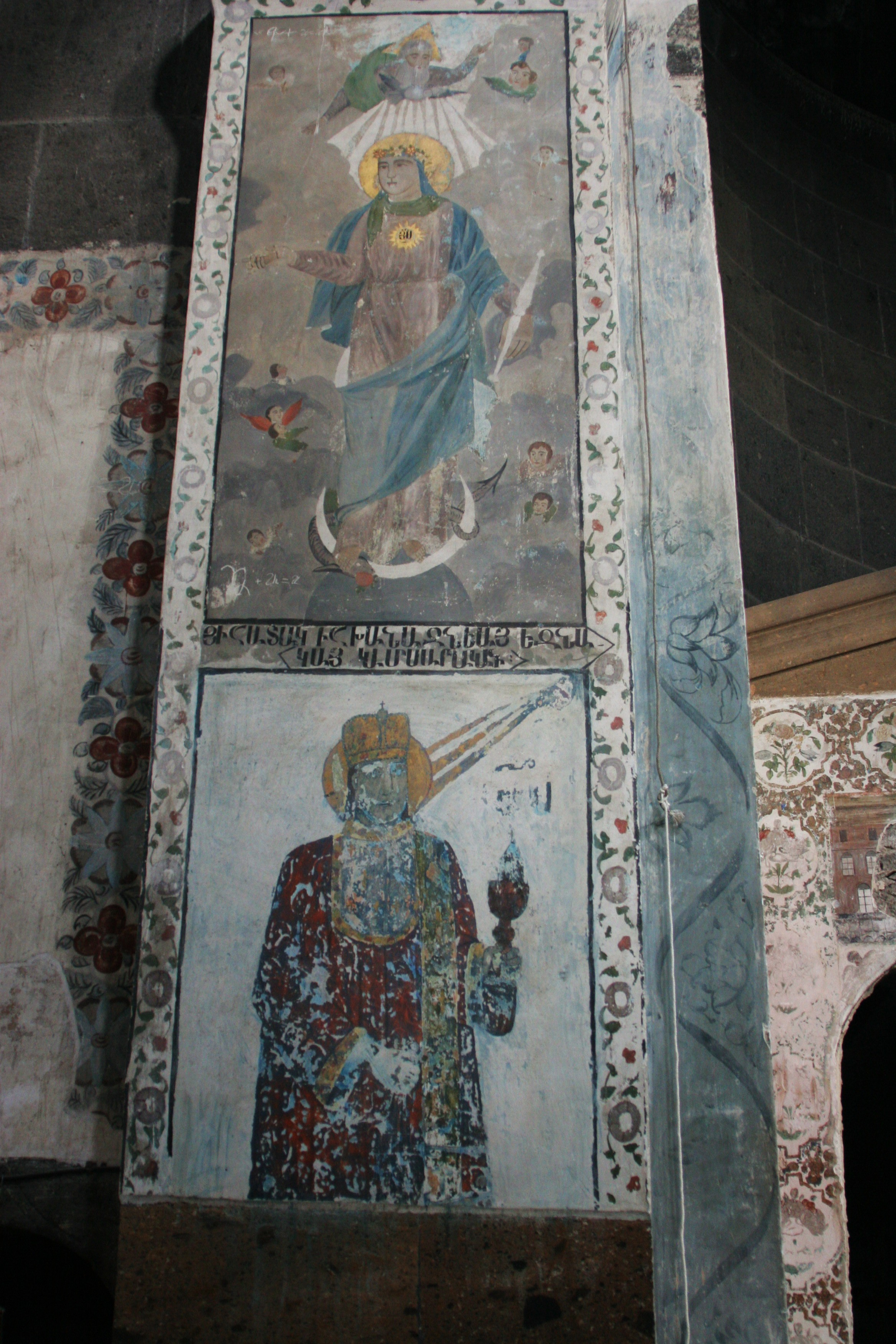
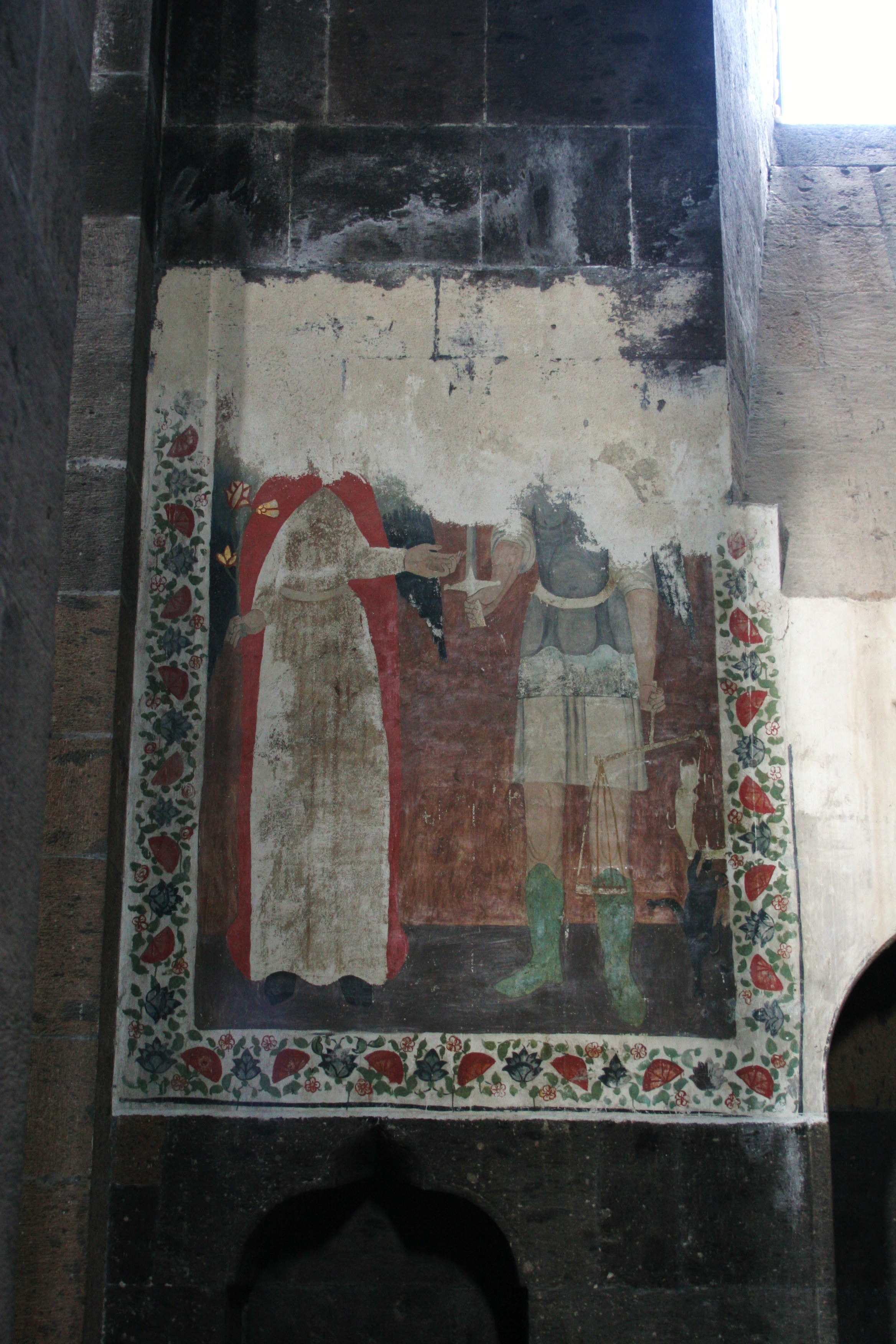
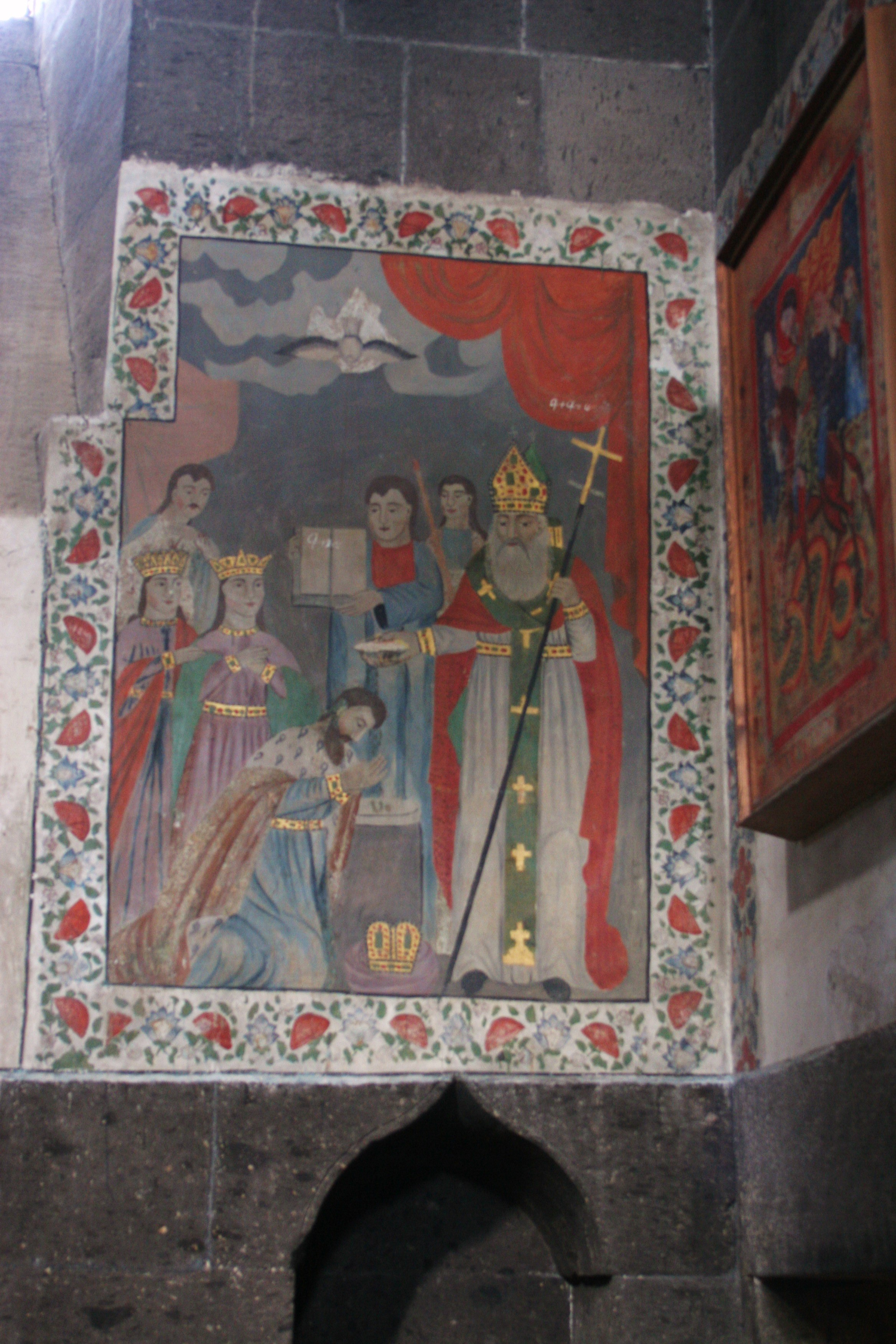
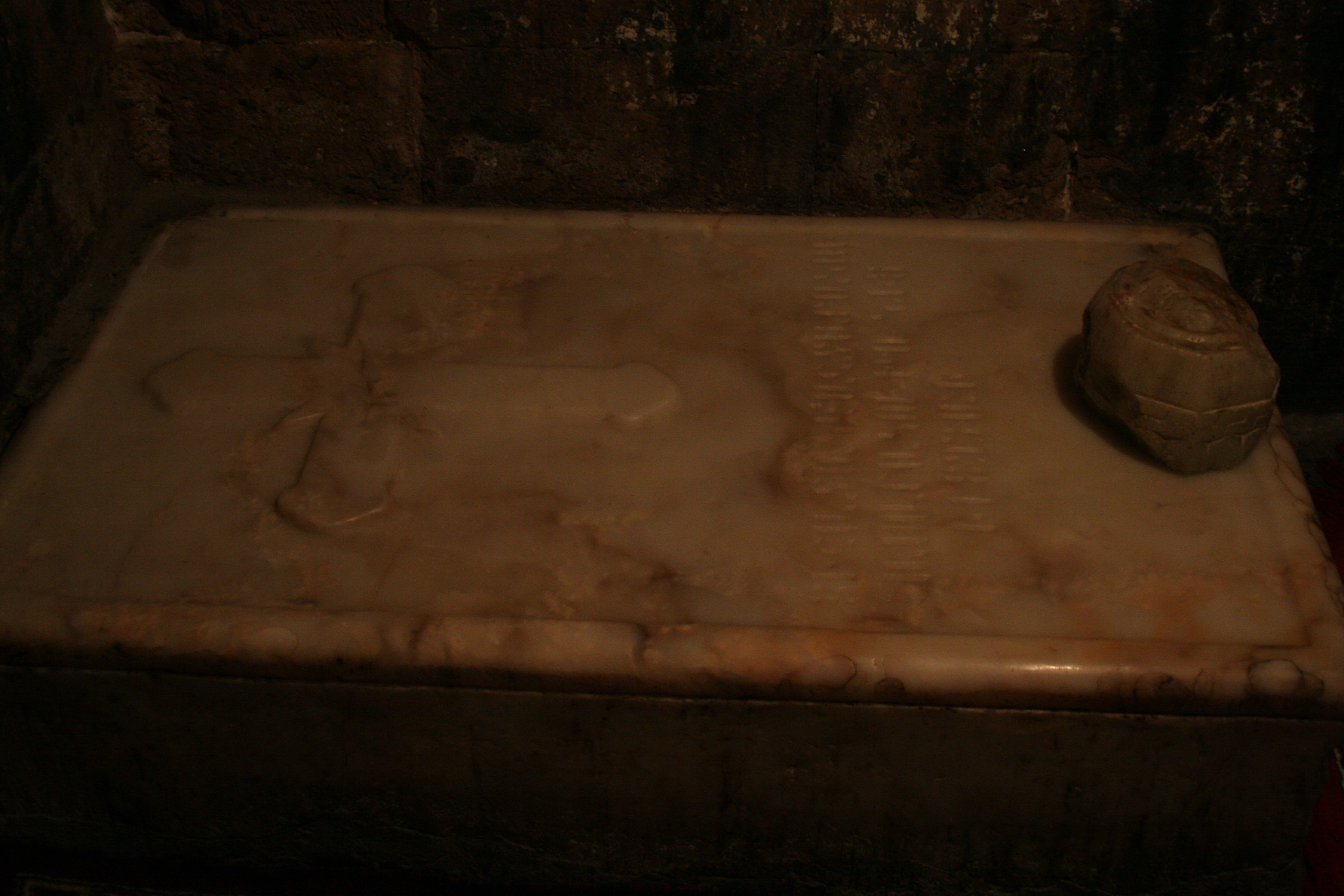
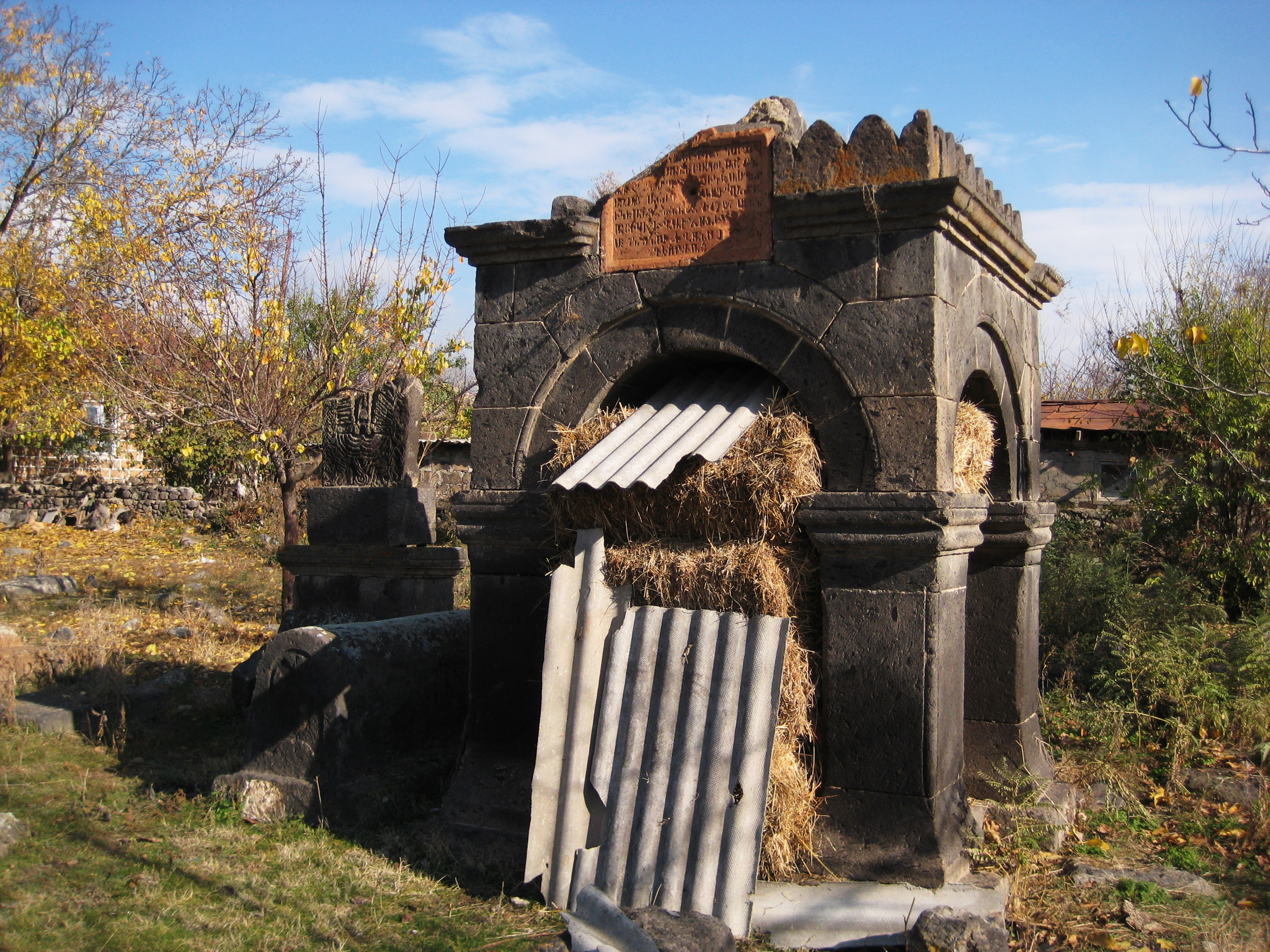